# Titus Welliver

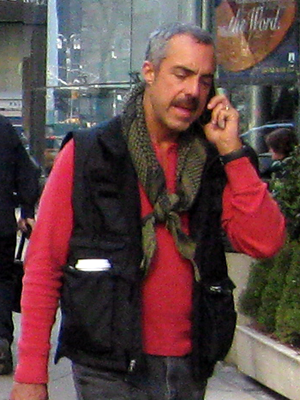
Titus Welliver in 2010

Titus B. Welliver (New Haven (Connecticut), 12 maart 1961) is een Amerikaans acteur en filmproducent. 

## Biografie
Welliver is een zoon van Neil Welliver, die een bekende landschapschilder was. Zijn moeder was modetekenaar en hij heeft drie broers, van wie er een overleden is. Welliver groeide op in Philadelphia (Pennsylvania) en New York, omgeven door kunstschilders en dichters. Aanvankelijk ging zijn hart uit naar het schilderen, net als bij zijn vader, maar later raakte hij verknocht aan het acteervak. In 1980 verhuisde hij naar New York om een acteursopleiding te volgen aan de New York University. Om financieel rond te komen, werkte hij tijdens zijn studie als barkeeper en metaalbewerker.
Welliver begon in 1990 met acteren in de film Navy Seals. Hierna speelde hij meerdere rollen in televisiefilms en televisieseries, zoals Murder One (1996), Brooklyn South (1995-1998), NYPD Blue (1995-1998), Star Trek: Voyager (1999), That's Life (2001-2002), Assault on Precinct 13 (2005), Deadwood (2004-2006), Gone Baby Gone (2007), Lost (2009-2010), Sons of Anarchy (2009-2010) en The Good Wife (2009-2011).
Welliver was van 1995 tot en met 2004 getrouwd en heeft uit dit huwelijk twee zonen. In 2005 hertrouwde hij en kreeg hij hieruit nog een dochter. Als hobby speelt hij mondharmonica. Op 15 april 2014 is Welliver getrouwd met het Nederlandse oud-model José Stemkens (Meijel-Limburg). Half 2019 zijn José en Titus gescheiden. 

## Prijzen
- 2011 - Broadcast Film Critics Association Awards in de categorie Beste prestatie door een cast met de film The Town – genomineerd.
- 2010 - Washington D.C. Area Film Critics Association in de categorie Beste prestatie door een cast met de film The Town – gewonnen.
- 2007 - Screen Actors Guild Awards in de categorie Beste prestatie door een cast in een tv-serie met de televisieserie Deadwood – genomineerd.

## Filmografie

### Films
Selectie:
- 2019 - Shaft - als FBI-baas Vietti
- 2018 - Escape Plan 2: Hades - als Gregor Faust
- 2016 - Live by Night - als Tim Hickey
- 2014 - Transformers: Age of Extinction - als James Savoy
- 2013 - RED 2 - als hoofd inlichtingen defensie
- 2012 - Argo - als Bates
- 2012 - Man on a Ledge – als Dante Marcus
- 2012 - Item 47 – als Felix Blake
- 2010 - The Town – als Dino Ciampa
- 2008 - The Narrows – als Tony
- 2007 - Gone Baby Gone – als Lionel McCready
- 2005 - Assault on Precinct 13 – als Milos
- 1996 - Mulholland Falls – als Kenny Kamins
- 1991 - Mobsters – als Al Capone
- 1991 - The Doors – als politieagent

### Televisieseries
Uitgezonderd eenmalige gastrollen.
- 2022-2025 - Bosch - Legacy- als Harry Bosch - 30 afl.
- 2021 - Nova Vita - als dr. Dexter Luis - 10 afl.
- 2014-2020 - Bosch - als Harry Bosch - 68 afl.
- 2021 Castlevania - als Ratko - 10 afl.
- 2019 Law & Order: Special Victims Unit - als Rob Miller - 3 afl.
- 2013-2016 - Agents of S.H.I.E.L.D. - als Felix Blake - 3 afl.
- 2011-2015 - Suits - als Dominic Barone - 3 afl.
- 2014-2015 - The Last Ship - als Thorwald - 4 afl.
- 2014 - The Mentalist - als Michael Ridley - 2 afl.
- 2013 - White Collar - als senator Terrence Pratt - 2 afl.
- 2012 - Touch - als Randall Meade - 3 afl.
- 2011-2012 - CSI: Crime Scene Investigation - als Mark Gabriel - 3 afl.
- 2009-2011 - The Good Wife – als Glenn Childs – 16 afl.
- 2009-2010 - Sons of Anarchy – als Jimmy O’Phelan – 12 afl.
- 2009-2010 - Lost – als man in zwart – 3 afl.
- 2007-2008 - Life – als Kyle Hollis – 2 afl.
- 2004-2006 - Deadwood – als Silas Adams – 27 afl.
- 2003 - Hack – als Zachary – 2 afl.
- 2001-2002 - That's Life – als dr. Eric Hackett – 17 af
- 2001 - Big Apple – als FBI agent Jimmy Flynn – 8 afl.
- 1999 - Touched by an Angel – als Gregory en Lonnie – 2 afl.
- 1999 - Star Trek: Voyager – als Maxwell Burke – 2 afl
- 1995-1998 - NYPD Blue – als dr. Mondzac – 8 afl.
- 1997-1998 - Brooklyn South – als Jake Lowery – 22 afl.
- 1996 - Murder One – als Larry White – 3 afl.

### Computerspellen
- 2010 - Mafia II – als de inwoners (stem)

### Filmproducent
- 2022 Bosch: Legacy - televisieserie - 10 afl.
- 2017 - 2020 Bosch - televisieserie - 48 afl.

- Biblioteca Nacional de España: XX5539536
- International Standard Name Identifier: 0000 0000 5361 7400
- Library of Congress Control Number: no2001056773
- Nationale Bibliotheek van Israël: 987007432509805171
- Nederlandse Thesaurus van Auteursnamen: 395510260
- Virtual International Authority File: 7043249
- WorldCat: E39PBJdGGHy9bjGkKf8TmgWYyd

1. ↑  (en) Biografie Joanna Heimbold